# Берзинь, Ян Матвеевич
Ян Матвеевич Берзинь (29 июля (10 августа) 1893 года, хутор Кална-Кунци, Лифляндская губерния Российская империя — 16 февраля 1972, Рига, Латвийская ССР, СССР) — советский учёный в области животноводства, академик АН Латвийской ССР (1951-72).

## Биография
Родился 29 июля (10 августа)1893 г. на хуторе Кална-Кунци (Лутриньская волость Гольдингенского уезда Курляндской губернии) в семье сельского плотника-столяра.
Окончил сельскохозяйственную школу в 1914 году и поступил в Московский сельскохозяйственный институт, одновременно работал инструктором по животноводству. В 1915 году призван в армию, после обучения в школе прапорщиков отправлен на Юго-Западный фронт. В 1917 г. откомандирован во 2-й Рижский латышский стрелковый полк, в котором командовал ротой. В 1918 г. как агроном, был отозван из армии и направлен в распоряжение Московского уездного исполкома. Работал участковым агрономом и заведующим бывшим имением Катуара под Москвой, одновременно продолжил учёбу в Московском сельскохозяйственном институте. 
В 1919 г. призван в РККА, участвовал в боях с Деникиным и Врангелем. В 1920 г. организовал и до мая 1922 г. возглавлял специальную группу войск Украинского военного округа по снабжению рабочих Донбасса продовольствием. С 1920 г. член РКП(б). В 1922—1923 продовольственный комиссар Ольгопольского уезда и зав. уездным земельным отделом, в 1923—1927 — управляющий совхозтрестом Винницкой области. В 1927-1930 заместитель управляющего и затем управляющий Сортоводно-семенного управления (Киев).
В 1932 году заочно окончил Московский институт крупного мясо-молочного скотоводства, при этом с 1930 по 1934 год работал в Харьковском Южном научно-исследовательском институте молочного хозяйства ВАСХНИЛ.
С 1934 по 1944 год работал в президиуме ВАСХНИЛ руководителем (учёным секретарём) секции животноводства. В 1944 году назначен заместителем министра сельского хозяйства Латвийской ССР. Данную должность он занимал до 1949 года.
С 1944 года по совместительству профессор Латвийской с/х академии. С 1950 по 1960 год директор Латвийского научно-исследовательского института животноводства и ветеринарии. 
Скончался 16 февраля 1972 года в Риге.

## Научные работы
Основные научные работы посвящены вопросам питания с/х животных, созданию и испытанию кормов с применением микроэлементов. Автор 112 научных работ.
- Разработал метод борьбы с сухоткой — болезнью крупного рогатого скота, вызванной нарушением минерального питания.
- доказал значение микроэлементов, антибиотиков и витаминов в кормлении животных.

## Награды и премии
Заслуженный деятель науки Латвийской ССР. Лауреат Ленинской премии (1964). Награждён орденами Ленина, Трудового Красного Знамени и двумя орденами «Знак Почета».